# ファブリス・エンサカラ
ファブリス・エンサカラ・マイェル（Fabrice N'Sakala Mayele 、1990年7月21日 - ）は、フランス・セーヌ＝サン＝ドニ県ル・ブラン＝メニル出身のプロサッカー選手。コンゴ民主共和国代表。ヌーシャテル・ザマックス所属。ポジションは、ディフェンダー。

## 経歴

### クラブ
トロワACの下部組織で育成され、2008年9月9日のクープ・ドゥ・ラ・リーグ・アンジェSCOで途中出場しトップチームデビュー。試合には2－1で勝利した。3日後のクレルモン・フット戦で再び途中出場しリーグデビュー。9月19日のRCランス戦で初スタメン。2009年3月7日、クラブと2012年6月までのプロ契約を結んだ。
2013年8月29日、ベルギーのRSCアンデルレヒトに移籍。契約は3年。
2017年7月、レンタルで加入していたアランヤスポルに完全移籍。
2020年8月、ベシクタシュJKに移籍。

### 代表
年代別のフランス代表歴があるが、フル代表はコンゴ民主共和国代表へ変更した。2015年3月10日、ドバイで行われたイラク代表との親善試合に出場した。

## タイトル
アンデルレヒト
- ジュピラー・プロ・リーグ (1): 2013–14
- ベルギー・スーパーカップ (1): 2014

ベシクタシュ
- スュペル・リグ (1): 2020–21
- テュルキエ・クパス (1): 2020–21